# الوضع القانوني للمثلية الجنسية في البرازيل

إلغاء تجريم العلاقات الجنسية المثلية حسب البلد أو الإقليم
1790–1799
1800–1819
1820–1829
1830–1839
1840–1859
1860–1869
1870–1879
1880–1889
1890–1909
1910–1919
1920–1929
1930–1939
1940–1949^{1}
1950–1959
1960–1969
1970–1979
1980–1989
1990–1999^{2}
2000–2009
2010-الحاضر^{3}
كانت العلاقات الجنسية المثلية دوما قانونية^{4}
العلاقات الجنسية المثلية بين الرجال غير قانونية
العلاقات الجنسية المثلية غير قانونية

خلال الاستعمار البرتغالي للبرازيل، كانت المثلية الجنسية غير قانونية في البلاد بين عامي 1533 و 1830، بسبب فرض قانون العقوبات البرتغالي، والذي تأثر بقانون السدومية 1533 البريطاني.
في عام 1830، بعد ثماني سنوات من نهاية السيادة البرتغالية، تم إلغاء قوانين السدومية من قانون العقوبات الجديد في البرازيل.
بعد المقاطعات الفرنسية ما وراء البحار الواقعة في الأمريكتين، كانت البرازيل البلد الأول في العالم الجديد ونصف الأرض الجنوبي التي تقنن وتلغي تجريم المثلية الجنسية. اليوم في أمريكا الجنوبية تعتبر المثلية الجنسية غير قانونية فقط في غيانا، وهي مستعمرة بريطانية سابقة، غير أن القانون لا يتم تطبيقه.
منذ عام 1985، لا يعتبر مجلس الطب الفيدرالي في البرازيل المثلية الجنسية انحرافا. وفي عام 1999، نشر مجلس علم النفس الفيدرالي قرارا وحد تصرف علماء النفس في مواجهة السؤال التالي: "... لا يتعاون علماء النفس مع الأحداث أو الخدمات التي تقترح العلاج والشفاء من المثلية الجنسية."، وبذلك أصبحت البرازيل من الدول القليلة التي تحظر علاج التحويل ضد المثليين على المستوى الوطني. في عام 1990، بعد 5 سنوات من إزالة البرازيل المثلية من قائمة الأمراض العقلية، قامت الجمعية العامة لمنظمة الصحة العالمية، ومقره في جنيف، سويسرا بإزالة المثلية الجنسية من التصنيف الدولي للأمراض.